# Rue Pouchkine (Vologda)
La rue Pouchkine (Пу́шкинская у́лица) est une rue de Vologda dans le nord-ouest de la Russie. Elle doit son nom au poète Alexandre Pouchkine. Elle commence square Kirov et se termine devant l'accès au stade Dynamo à l'intersection avec la rue Maria Oulianova. Elle s'étend sur 1 010 mètres.

## Histoire
La rue est percée à la fin du XVIIIe siècle grâce au plan d'aménagement général de la ville approuvé sous le règne de Catherine II. Au XIXe siècle, elle est bordée de maisons de rapport à un étage. La chaussée est recouverte de planches de bois et elle est pavée au début du XXe siècle.  
À l'époque impériale, elle est constituée de deux rues : la rue Malaïa Petrovka (entre la place des manœuvres dite place d'Honneur et l'église du Sauveur) et la rue Malaïa Doukhovskaïa (de l'église du Sauveur jusqu'aux bains Vedeneïev).
L'origine du nom Malaïa Petrovka n'est pas connue, celle de Malaïa Doukhovskaïa provient du monastère du Saint-Esprit près du bout de la rue. 
En 1918, la rue Malaïa Doukhovskaïa devient la rue Volodarski et en 1936, la rue Malaïa Petrovka devient la rue Pouchkine. Les deux rues deviennent la rue Pouchkine en 1948. Les pavés sont recouverts d'asphalte en 1964-1966 et l'on aménage une allée centrale avec des arbres et des plantations.
Au coin de la rue Kozlionskaïa se trouvait la caserne de pompiers n° 1 avec une tour de guet, construite en 1853. Un des côtés de la maison de l'assemblée de la noblesse de Vologda longe la rue Pouchkine.
À l'époque soviétique, la rue a perdu la plupart de ses bâtiments en bois. Au bout de la rue, l'on trouve les bâtiments modernes du gouvernement de l'oblast de Vologda (2 rue Herzen), et la place Dryguyne est formée.

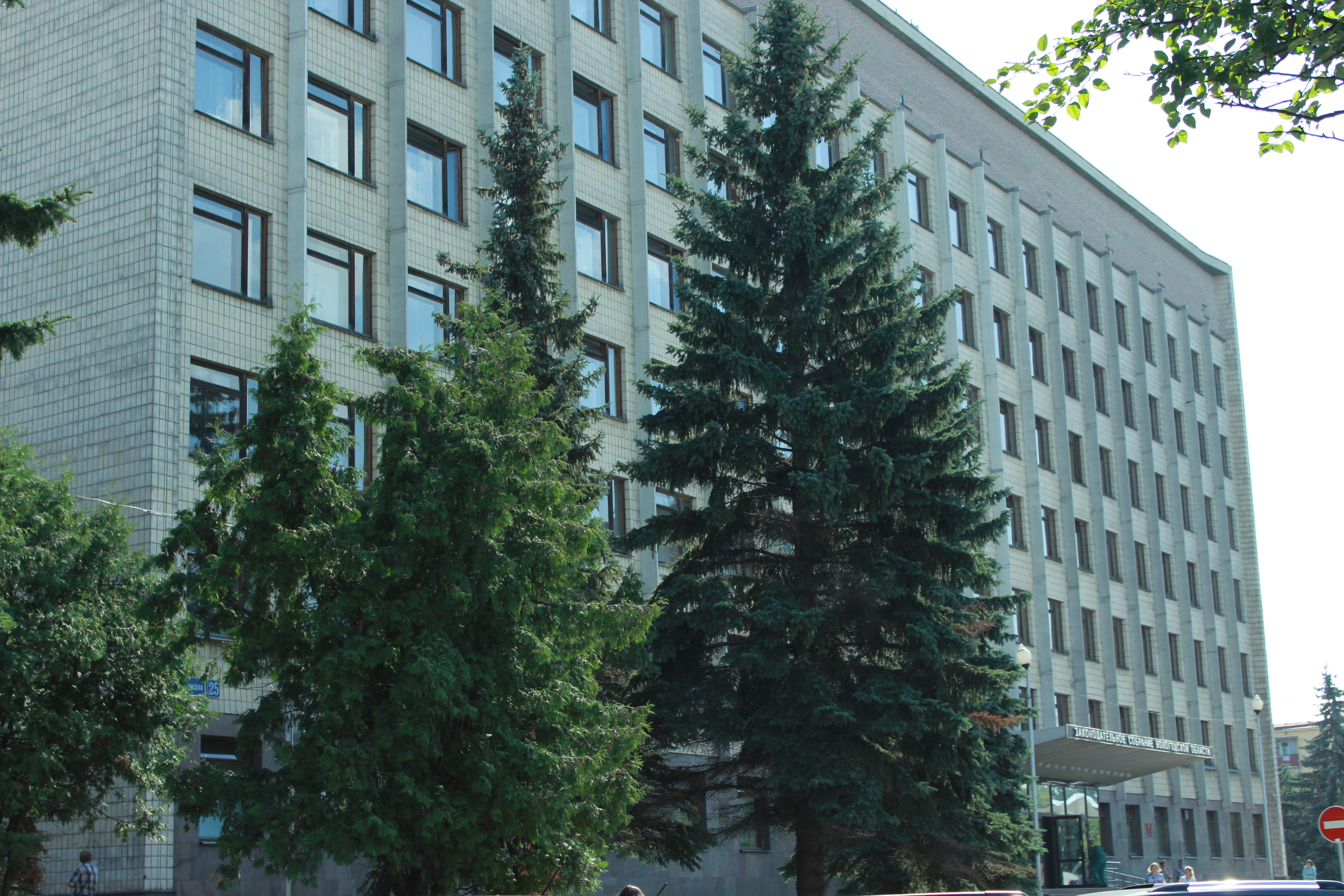
Bâtiment de l'assemblée législative de l'oblast de Vologda.
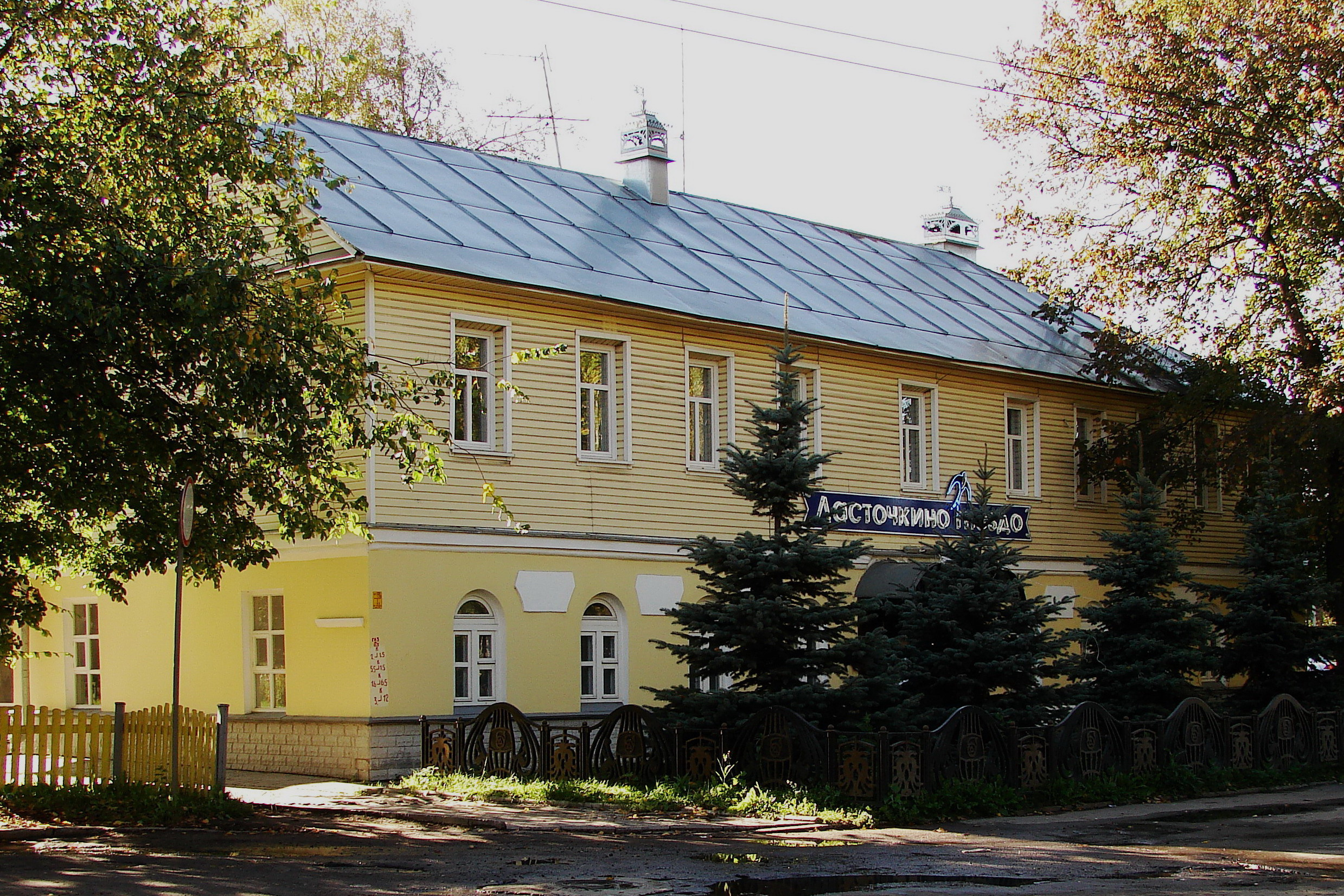
Restaurant rue Pouchkine.
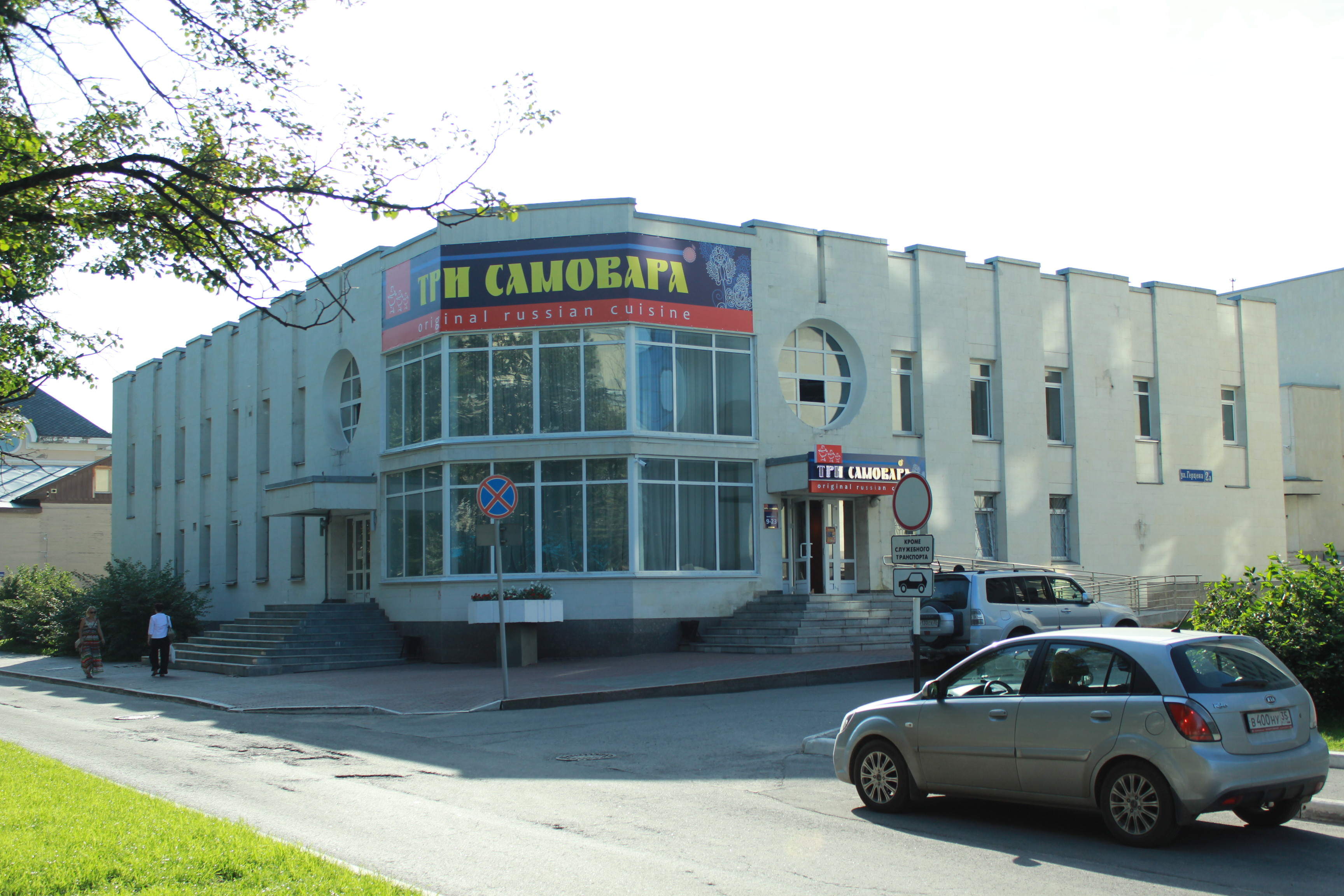
Magasin de cuisines.
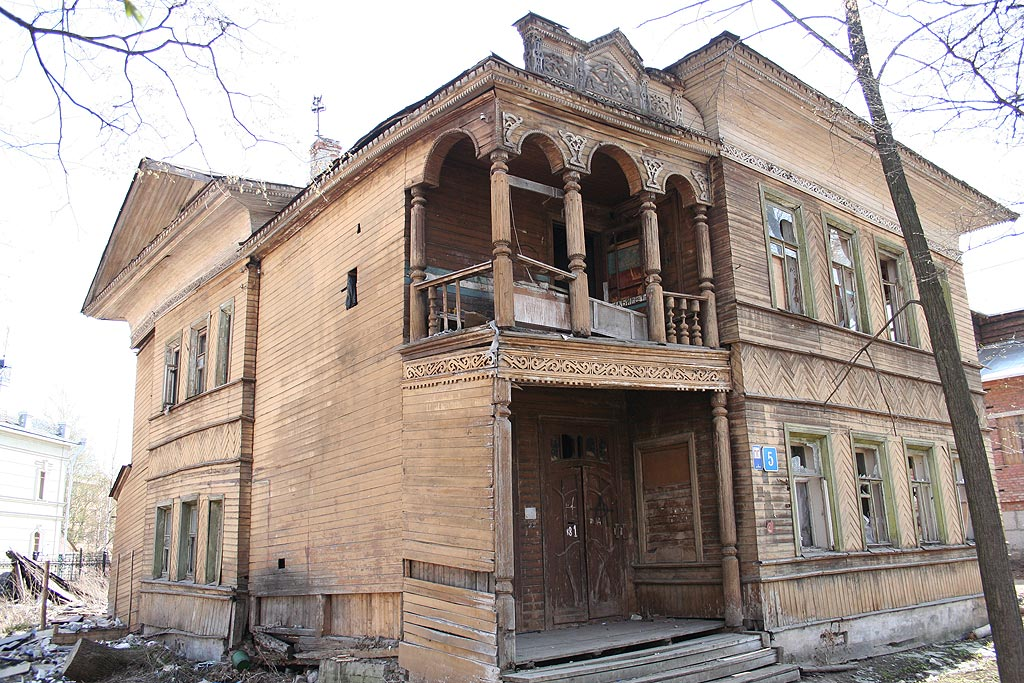
Maison ancienne rue Pouchkine.